# Uppsalatidningen
Uppsalatidningen var en politiskt oberoende lokaltidning i Uppsala som utkom som gratistidning till i stort sett samtliga hushåll i Uppsala och Knivsta. Tidningen grundades 2005 och lades ner i januari 2023.
Tidningen utkom en gång i veckan, och gavs ut första gången den 16 januari 2005. På många offentliga platser i Uppsala med omnejd kunde man också ta tidningen i ställ. Uppsalatidningen bevakade bland annat samhälle, kultur, sport och nöje ur ett lokalt perspektiv. Upplagan var 94 000 exemplar, varav  81 000 delades ut direkt till hushållen varje torsdag, 12 700 delades ut via tidningsställ och 300 deladess ut adresserat. Uppsalatidningen ingick i DirektPress-kedjan.
Tidningen omfattade normalt 52–64 sidor och innehöll cirka 50 procent annonser (beräknat på tidningens totala yta), vilket gjorde det journalistiska innehållet omfattande. Det redaktionella innehållet var helt oberoende av annonsinnehållet, och inriktat på lokala händelser och personer i Uppsalaområdet.
På annonsmarknaden konkurrerade Uppsalatidningen framgångsrikt med UNT, Upsala Nya Tidning. Sedan Uppsalatidningen startade 2005 pressades annonspriserna, vilket medförde att priserna i UNT sjönk.[källa behövs]
Tidningen ägdes vid nedläggningen av NTM-koncernen, som också äger UNT, och UNT var då huvudman för tidningen.

## Samhällsdebatt och opinionsläge
Uppsalatidningen deltog aktivt i samhällsdebatten och samhällsinformationen i uppsalaområdet. Tidningen bevakade opinionsläget bland annat när det gällde viktiga företeelser såsom kommunvalen 2006 och 2010, där man lät genomföra lokala valprognoser. En opinionsundersökning utfördes även om Uppsala Konsert och Kongress under 2010.
En opinionsundersökning utförd under 2011 handlade om Uppsala Resecentrum. 
Den senaste undersökningen, utförd under maj 2012, handlade om det politiska läget i Sverige och i Uppsala.
Samtliga opinionsundersökningar utfördes av George A. Berglund.